# Dècada del 1160

## Esdeveniments
- Auge de l'escola de traductors de Toledo
- El poble asteca s'estableix a Mèxic
- Els anglesos comencen la conquesta d'Irlanda
- 1161 Fundació de Treviño

## Personatges destacats
- Thomas Becket
- Averrois
- Maimònides
- Elionor d'Aquitània